# Raimondina de Ventimiglia
Raimondina de Ventimiglia fue la esposa de Carlo II Tocco, déspota de Epiro y conde palatino de Cefalonia y Zacinto. Era hija de Giovanni I de Ventimiglia, marqués de Geraci, y de Ágata de Aragona, de la casa de los señores de Caccamo. A la muerte de su marido en 1448, ejerció la regencia de su hijo Leonardo III Tocco. Al cabo de un año perdió Arta ante los otomanos y sus dominios en Acarnania quedaron reducidos a pocas ciudades.